# Torpédo Bliss–Leavitt Mark 8
Torpédo Bliss–Leavitt Mark 8 bylo první torpédo ráže 21 palců (533 mm) námořnictva Spojených států. Bylo uvedeno do služby již před první světovou válkou a na palubách torpédových člunů PT sloužilo až do poloviny roku 1943.
Bylo původně navrženo v roce 1911 Frankem McDowellem Leavittem z EW Bliss Company a do plné sériové výroby se dostalo v roce 1913 na námořní torpédové stanici v Newportu na Rhode Islandu. Bylo nasazeno na torpédoborcích a bitevních lodích během první světové války a křižnících třídy Omaha postavených ve 20. letech 20. století. Ze všech americkým bitevních lodí a většiny křižníků byly ale torpédomety odstraněny do roku 1941. Torpédo Mark 8 tak zůstalo ve službě za druhé světové války pouze na starších torpédoborcích, především třídy Wickes a Clemson, a torpédových člunech.
Podle zákona o půjčce a pronájmu bylo Spojenému království dodáno asi 600 torpéd Mark 8 pro použití na 50 torpédoborcích z doby před rokem 1930, které Royal Navy obdrželo podle dohody o torpédoborcích za základny v roce 1940.